# Gran Premio di Spagna 1996
Il Gran Premio di Spagna 1996 è stata la settima prova del Campionato mondiale di Formula 1 1996. Si è svolto domenica 2 giugno sul Circuito di Catalogna a Montmeló, in condizioni di pista bagnata, davanti ad un pubblico di 53.000 spettatori.
La gara è stata vinta da Michael Schumacher, alla sua prima vittoria in Ferrari e alla 20ª in carriera, seguito da Jean Alesi su Benetton e da Jacques Villeneuve su Williams. Sono giunti a punti anche Heinz-Harald Frentzen, Mika Häkkinen e Pedro Diniz.

## Vigilia

### Aspetti tecnici
La Ferrari porta, per il Gran Premio, uno speciale carburante elaborato dalla Shell che permette ai piloti di disporre di circa trenta cavalli in più. Dal canto suo, però, Schumacher non ritiene di poter competere per la vittoria per le caratteristiche del circuito sfavorevoli alla sua vettura.
La Forti porta, invece, un nuovo alettone.

### Aspetti sportivi
Dopo aver passato l'inizio della stagione alla Forti, Cesare Fiorio fa ritorno alla Ligier, con cui ha già lavorato precedentemente. Contemporaneamente, il team di Alessandria assume George Ryton come direttore tecnico e il posto di Fiorio viene occupato da Daniele Caronna. Inoltre la Forti stringe un accordo di sponsorizzazione con la finanziaria irlandese Finfirst.

## Prove libere

### Resoconto
Nella giornata di venerdì, sotto un caldo torrido, il miglior tempo viene ottenuto all'ultimo minuto dal ferrarista Eddie Irvine, che gira in 1:24.331, precedendo di poco più di tre centesimi Rubens Barrichello. Terzo è Olivier Panis, ma tutti i primi tre piloti ottengono il loro miglior parziale al termine della sessione usando gomme nuove. Il nordirlandese dice, però, di non farsi alcuna illusione per la gara e, nonostante il suo migliore approccio alla vettura, evidenzia di avere ancora difficoltà ad assettarla per l'elevato sottosterzo. Sulla stessa linea si muovono le dichiarazioni degli altri membri del team, con Michael Schumacher che afferma di aver seguito la Williams di Hill in pista per alcuni giri e di aver notato una stabilità nettamente maggiore della vettura dell'inglese rispetto alla sua, nonostante i due sono distanziati di appena un millesimo al termine delle prove. Più in difficoltà i piloti della Benetton Gerhard Berger e Jean Alesi, entrambi afflitti da problemi di bilanciamento alle proprie vetture, che chiudono la sessione al settimo e all'ottavo posto.
Il sabato mattina, invece, è Jacques Villeneuve a fare registrare la migliore prestazione in 1:21.041, ma dopo appena tredici giri di pista il motore della sua monoposto cede, costringendolo ad interrompere le prove. Il canadese riceve anche una multa per aver superato il limite della velocità in corsia box, dimentichi di azionare il limitatore. Il secondo miglior tempo della mattinata viene ottenuto da Damon Hill, seguito dalle Ferrari di Schumacher e Irvine.

### Risultati
Nella sessione del venerdì si è avuta la seguente situazione:
| Pos | Nome               | Squadra/Motore     | Tempo    |
| --- | ------------------ | ------------------ | -------- |
| 1   | Eddie Irvine       | Ferrari            | 1:24.331 |
| 2   | Rubens Barrichello | Jordan-Peugeot     | 1:24.367 |
| 3   | Olivier Panis      | Ligier-Mugen-Honda | 1:24.450 |

## Qualifiche

### Resoconto

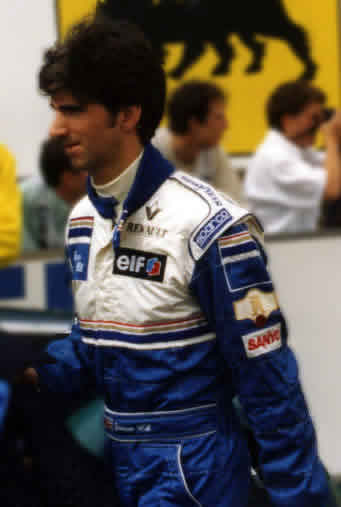
Damon Hill, qui fotografato nel 1995, in Spagna segnò la quindicesima pole position in carriera

Dopo due pole position consecutive dello storico rivale Schumacher, Hill domina le qualifiche del Gran Premio di Spagna, facendo segnare il miglior tempo e stabilendo il nuovo record del circuito in 1:20.650, migliorando di ben 8 decimi il crono ottenuto da Schumacher l'anno prima. L'inglese precede di quattro decimi il compagno di squadra Villeneuve, che per una buona parte della sessione ha avuto il miglior tempo, se si esclude un momentaneo primo posto di Schumacher attorno a metà del turno di qualifiche. In seconda fila si classificano, dunque, proprio il tedesco, che corre con il muletto, di cui preferisce l'assetto, e risparmia un treno di gomme, a quasi un secondo dal poleman Hill, e Alesi. Il francese precede il compagno di squadra Berger ed Eddie Irvine. A chiudere il gruppo dei primi dieci Barrichello, Panis, Herbert e Häkkinen, mentre le Forti non riescono a qualificarsi.
Al termine delle prove, nelle interviste in conferenza stampa, Hill, pur essendo soddisfatto della monoposto, afferma di temere altre rotture del motore, come avvenuto a Monaco e sulla vettura di Villeneuve nelle prove libere. Schumacher, in parte deluso dalle prestazioni della F310, dichiara, invece, di poter aspirare al podio come miglior risultato, ma evidenzia come la Ferrari è tecnicamente inferiore alla Williams, soprattutto dal punto di vista aerodinamico. Più soddisfatto, invece, Eddie Irvine, in particolare per quel che riguarda il bilanciamento della vettura. Infine, Flavio Briatore, nonostante la posizione di partenza delle Benetton, si dice ottimista, anche se il suo pilota Gerhard Berger dichiara che, visto il potenziale della monoposto, al massimo può lottare con le Ferrari.

### Risultati
| Pos                         | No | Pilota                | Costruttore          | Tempo    | Distacco |
| --------------------------- | -- | --------------------- | -------------------- | -------- | -------- |
| 1                           | 5  | Damon Hill            | Williams - Renault   | 1:20.650 |          |
| 2                           | 6  | Jacques Villeneuve    | Williams - Renault   | 1:21.084 | +0.434   |
| 3                           | 1  | Michael Schumacher    | Ferrari              | 1:21.587 | +0.937   |
| 4                           | 3  | Jean Alesi            | Benetton - Renault   | 1:22.061 | +1.411   |
| 5                           | 4  | Gerhard Berger        | Benetton - Renault   | 1:22.125 | +1.475   |
| 6                           | 2  | Eddie Irvine          | Ferrari              | 1:22.333 | +1.683   |
| 7                           | 11 | Rubens Barrichello    | Jordan - Peugeot     | 1:22.379 | +1.729   |
| 8                           | 9  | Olivier Panis         | Ligier - Mugen-Honda | 1:22.685 | +2.035   |
| 9                           | 14 | Johnny Herbert        | Sauber - Ford        | 1:23.027 | +2.377   |
| 10                          | 7  | Mika Häkkinen         | McLaren - Mercedes   | 1:23.070 | +2.420   |
| 11                          | 15 | Heinz-Harald Frentzen | Sauber - Ford        | 1:23.195 | +2.545   |
| 12                          | 19 | Mika Salo             | Tyrrell - Yamaha     | 1:23.224 | +2.594   |
| 13                          | 17 | Jos Verstappen        | Footwork - Hart      | 1:23.371 | +2.721   |
| 14                          | 8  | David Coulthard       | McLaren - Mercedes   | 1:23.416 | +2.766   |
| 15                          | 12 | Martin Brundle        | Jordan - Peugeot     | 1:23.438 | +2.788   |
| 16                          | 18 | Ukyo Katayama         | Tyrrell - Yamaha     | 1:24.401 | +3.751   |
| 17                          | 10 | Pedro Diniz           | Ligier - Mugen-Honda | 1:24.468 | +3.818   |
| 18                          | 20 | Pedro Lamy            | Minardi - Ford       | 1:25.274 | +4.624   |
| 19                          | 21 | Giancarlo Fisichella  | Minardi - Ford       | 1:25.531 | +4.881   |
| 20                          | 16 | Ricardo Rosset        | Footwork - Hart      | 1:25.621 | +4.971   |
| Tempo limite 107%: 1:26,296 |    |                       |                      |          |          |
| NQ                          | 22 | Luca Badoer           | Forti - Ford         | 1:26.615 | +5.965   |
| NQ                          | 23 | Andrea Montermini     | Forti - Ford         | 1:27.358 | +6.708   |

## Warm-up

### Resoconto
La sessione di warm-up della domenica mattina si svolge, al contrario di ciò che è avvenuto nei giorni di prova, su pista bagnata. I piloti la utilizzano quindi per prendere confidenza con la pista e cercare di trovare il miglior assetto possibile. In quest'occasione Frentzen è protagonista di un brutto incidente, uscendo di pista e schiantondosi contro le barriere a oltre 170 km/h. Nonostante l'urto esce illeso dalla vettura e può prendere parte alla gara.

## Gara

### Resoconto

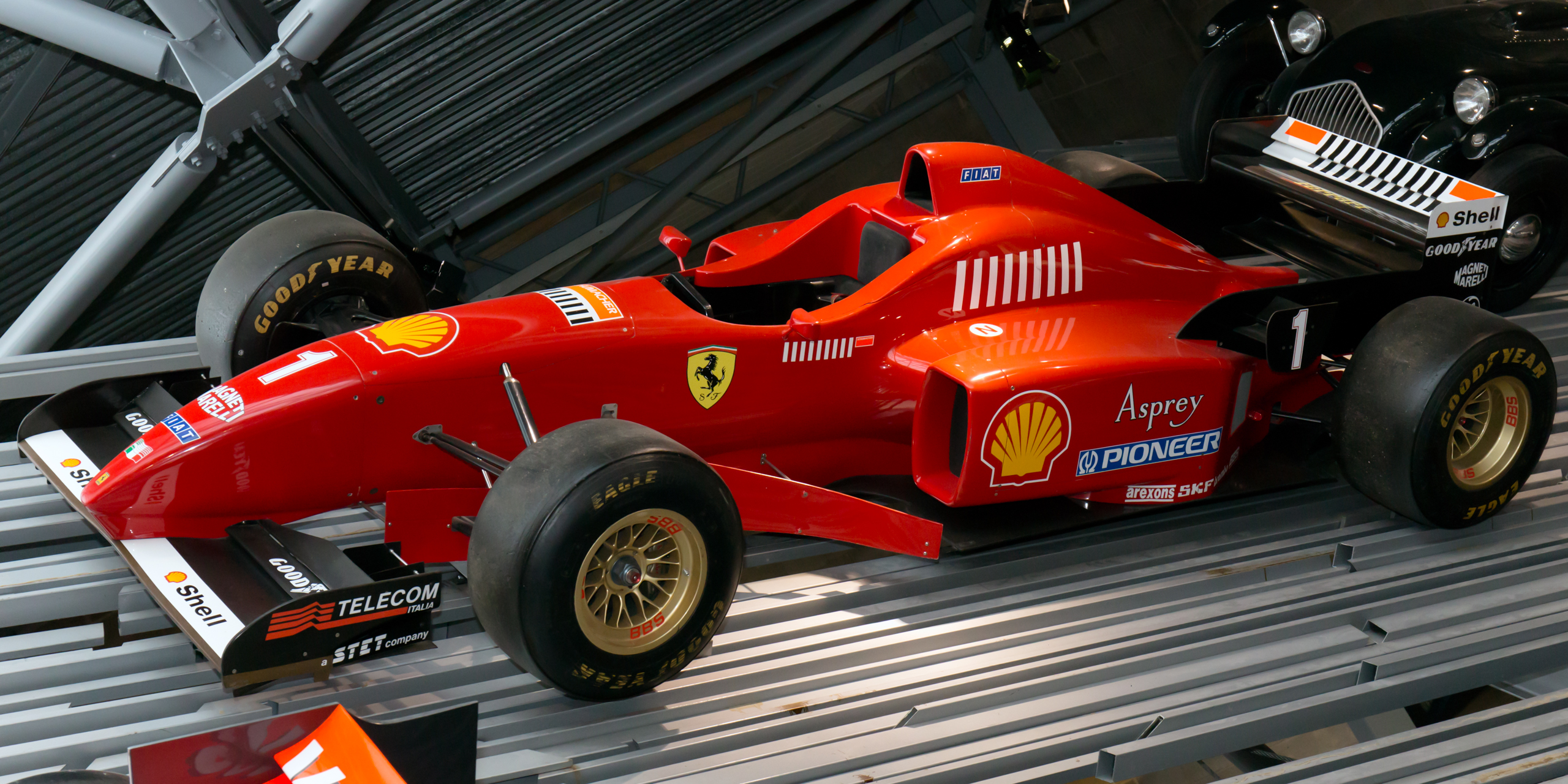
La Ferrari F310, vettura con cui Michael Schumacher riuscì ad imporsi nel Gran Premio di Spagna

Dalla serata di sabato sul circuito catalano comincia a cadere una forte pioggia, che continua fino a domenica pomeriggio; vista la situazione alcuni piloti chiedono il rinvio della partenza e inizialmente si prevede di far partire la gara dietro alla safety car, ma successivamente, siccome il circuito è dotato di moderni sistemi di drenaggio dell'acqua, si decide di dare il via regolarmente alla gara. Durante il giro di formazione Mika Salo rimane fermo sulla griglia di partenza ed è costretto a partire dall'ultima posizione.
Al via, però, la visibilità a centro gruppo è pressoché nulla e ci sono diverse collisioni, che causano il ritiro di Coulthard, Rosset, Fisichella, Lamy e Panis. In testa alla corsa, nel frattempo, Villeneuve riesce ad avere un buono spunto, così come Alesi, che è seguito da Hill, Berger, Barrichello, Irvine e Schumacher; proprio il pilota tedesco ha problemi con la frizione e perde diverse posizioni. Irvine, intanto, va in testacoda e viene costretto al ritiro, mentre Schumacher, alla curva Repsol, passa Barrichello, portandosi in quinta piazza. Al quarto giro anche Hill esce di pista, ma riesce a rientrare alle spalle dello stesso Schumacher.
Il pilota della Ferrari è nettamente il più veloce in pista e al quinto passaggio sopravanza Berger. Comincia poi a recuperare su Alesi, con un ritmo di circa quattro secondi al giro, e alla nona tornata passa il francese. Dopo tre passaggi, poi, supera anche Villeneuve e si porta al comando. Schumacher tiene un ritmo inavvicinabile per tutti, guadagnando tre secondi al giro sugli inseguitori; nel frattempo si ritira Katayama, imitato un giro più tardi da Hill, autore di altri due fuoripista. Il dominio di Schumacher è tale che il secondo giro più veloce in gara, ottenuto da Barrichello, è addirittura due secondi più lento del suo; nessuno è in grado di tenere il ritmo del pilota tedesco, nonostante da metà gara in poi viene rallentato da problemi al motore.
Al 24º giro inizia la prima serie di soste, con Schumacher che rifornisce, ripartendo in testa. Otto giri più tardi viene imitato da Alesi, che riesce a scavalcare Villeneuve, fermatosi al 36º giro. Al secondo posto si ritrova, quindi, Barrichello, il quale deve ancora effettuare la sua sosta ai box. Il brasiliano rifornisce al 42º giro e, una volta rientrato in pista, si trova terzo, subito davanti a Villeneuve, che lo supera alla prima curva. Al termine dei pit-stop Schumacher comanda la gara con oltre un minuto di vantaggio sugli inseguitori, precedendo Alesi, Villeneuve, Barrichello, Berger e Frentzen. Nel giro di pochi passaggi, però, sia il brasiliano che l'austriaco sono costretti ad abbandonare, così come Jos Verstappen, che aveva raggiunto la quinta posizione.
Non ci sono cambiamenti fino alla fine della gara e Schumacher ottiene così la prima vittoria con la Ferrari e la ventesima in carriera, chiudendo davanti ad Alesi e a Villeneuve; quarto è Frentzen, seguito da Häkkinen e Diniz, sesto ed ultimo dei piloti al traguardo.

### Risultati
| Pos | N. | Pilota                | Costruttore/Motore   | Giri | Tempo/Ritiro                 | Griglia | Punti |
| --- | -- | --------------------- | -------------------- | ---- | ---------------------------- | ------- | ----- |
| 1   | 1  | Michael Schumacher    | Ferrari              | 65   | 1:59'49.307                  | 3       | 10    |
| 2   | 3  | Jean Alesi            | Benetton - Renault   | 65   | +45.302                      | 4       | 6     |
| 3   | 6  | Jacques Villeneuve    | Williams - Renault   | 65   | +48.388                      | 2       | 4     |
| 4   | 15 | Heinz-Harald Frentzen | Sauber - Ford        | 64   | +1 giro                      | 11      | 3     |
| 5   | 7  | Mika Häkkinen         | McLaren - Mercedes   | 64   | +1 giro                      | 10      | 2     |
| 6   | 10 | Pedro Diniz           | Ligier - Mugen-Honda | 63   | +2 giri                      | 17      | 1     |
| Rit | 17 | Jos Verstappen        | Footwork - Hart      | 47   | Testacoda                    | 13      |       |
| Rit | 11 | Rubens Barrichello    | Jordan - Peugeot     | 45   | Differenziale                | 7       |       |
| Rit | 4  | Gerhard Berger        | Benetton - Renault   | 44   | Testacoda                    | 5       |       |
| Rit | 14 | Johnny Herbert        | Sauber - Ford        | 20   | Testacoda                    | 9       |       |
| Rit | 12 | Martin Brundle        | Jordan - Peugeot     | 17   | Differenziale                | 15      |       |
| SQ  | 19 | Mika Salo             | Tyrrell - Yamaha     | 16   | Squalificato                 | 12      |       |
| Rit | 5  | Damon Hill            | Williams - Renault   | 12   | Incidente                    | 1       |       |
| Rit | 18 | Ukyo Katayama         | Tyrrell - Yamaha     | 8    | Elettrico                    | 16      |       |
| Rit | 2  | Eddie Irvine          | Ferrari              | 1    | Testacoda                    | 6       |       |
| Rit | 9  | Olivier Panis         | Ligier - Mugen-Honda | 1    | Collisione con altre vetture | 8       |       |
| Rit | 21 | Giancarlo Fisichella  | Minardi - Ford       | 1    | Collisione con altre vetture | 19      |       |
| Rit | 8  | David Coulthard       | McLaren - Mercedes   | 0    | Collisione con altre vetture | 14      |       |
| Rit | 20 | Pedro Lamy            | Minardi - Ford       | 0    | Collisione con altre vetture | 18      |       |
| Rit | 16 | Ricardo Rosset        | Footwork - Hart      | 0    | Collisione con altre vetture | 20      |       |
| NQ  | 22 | Luca Badoer           | Forti - Ford         |      |                              | 21      |       |
| NQ  | 23 | Andrea Montermini     | Forti - Ford         |      |                              | 22      |       |

## Classifiche

### Piloti
| Pos. | Pilota                | Punti |
| ---- | --------------------- | ----- |
| 1    | Damon Hill            | 43    |
| 2    | Michael Schumacher    | 26    |
| 2    | Jacques Villeneuve    | 26    |
| 4    | Jean Alesi            | 17    |
| 5    | Olivier Panis         | 11    |
| 6    | David Coulthard       | 10    |
| 7    | Eddie Irvine          | 9     |
| 8    | Mika Häkkinen         | 8     |
| 9    | Gerhard Berger        | 7     |
| 9    | Rubens Barrichello    | 7     |
| 11   | Heinz-Harald Frentzen | 6     |
| 12   | Mika Salo             | 5     |
| 13   | Johnny Herbert        | 4     |
| 14   | Jos Verstappen        | 1     |
| 14   | Martin Brundle        | 1     |
| 14   | Pedro Diniz           | 1     |

### Costruttori
| Pos. | Team                 | Punti |
| ---- | -------------------- | ----- |
| 1    | Williams - Renault   | 69    |
| 2    | Ferrari              | 35    |
| 3    | Benetton - Renault   | 24    |
| 4    | McLaren - Mercedes   | 18    |
| 5    | Ligier - Mugen-Honda | 12    |
| 6    | Sauber - Petronas    | 10    |
| 7    | Jordan - Peugeot     | 8     |
| 8    | Tyrrell - Yamaha     | 5     |
| 9    | Footwork - Hart      | 1     |